# Цезар, Ксения Генриховна
Ксения Генриховна Цезар (1889 — февраль 1942, Ленинград) — российская фигуристка, выступавшая в одиночном катании. Одна из основоположниц тренерской школы советского фигурного катания.
Родилась 1890 году в семье купца Генриха Юльевича Цезаря (1859 — 1920).
Победительница первого российского первенства по фигурному катанию среди женщин (1911 год). Пятикратная чемпионка России (1911—1915 годы). Первая фигуристка России — участница чемпионата мира среди женщин в одиночном катании (1914 год — 7-е место).
Тренировалась у Николая Панина-Коломенкина.
После окончания спортивных выступлений, на протяжении нескольких лет (1925—1929), руководила организованной ею же школой фигурного катания Ленинградского губернского Совета профсоюзов (ЛГСПС) на Кировском проспекте. Затем, работала в школах фигурного катания «Пищевкус» (1929—1930, вместе с Фёдором Датлиным), Государственного института физической культуры им. П. Ф. Лесгафта (1934—1935, вместе с Н. Паниным и Ф. Датлиным) и Центрального Клуба ЛГСПС (Юсупов сад, 1935—1936, вместе с Н. Паниным и Ф. Датлиным). С 1931 по 1941 год — тренер общества «Динамо». Учениками Ксении Генриховны, в числе прочих, были неоднократные чемпионы СССР Пётр Орлов, Раиса Новожилова (Гандельсман) и Александр Гандельсман.
Погибла во время блокады Ленинграда в феврале 1942 года. Похоронена в братской могиле на Пискарёвском мемориальном кладбище.